# Fresquiennes
Fresquiennes település Franciaországban, Seine-Maritime megyében. Lakosainak száma 1079 fő (2022. január 1.). Fresquiennes Anceaumeville, Barentin, Eslettes, Goupillières, Montville, Pavilly, Pissy-Pôville és Sierville községekkel határos.

## Népesség
A település népességének változása:
| Lakosok száma | 1075 | 1013 | 1003 | 997  | 1021 | 1017 | 1046 | 1063 | 1079 |
|               | 2013 | 2015 | 2016 | 2017 | 2018 | 2019 | 2020 | 2021 | 2022 |